# Trophonopsis muricata
Trophonopsis muricata é uma espécie de gastrópode do gênero Trophonopsis, pertencente a família Muricidae.

## Sinônimos
- Fusus asperrimus Leach in Brown, 1827
- Fusus barvicensis Johnston, 1825
- Fusus cancellatus Bivona, 1838
- Fusus longurio Weinkauff, 1866
- Murex muricatus Montagu, 1803
- Murex recticanalis Wood, 1879
- Murex sculptus Bellardi, 1872
- Pseudofusus rostratus var. sowerbyana Monterosato, 1890
- Raphitoma asperrima (Brown, 1827)
- Trophon curta Locard, 1892
- Trophon muricatus (Montagu, 1803)
- Trophon muricatus albinus Settepassi, 1977 (não disponível, publicado em um trabalho que não usa consistentemente a nomenclatura binomial (ICZN art. 11.4))
- Trophon muricatus major Settepassi, 1977 (não disponível, publicado em um trabalho que não usa consistentemente a nomenclatura binomial (ICZN art. 11.4))
- Trophon muricatus var. aspera Monterosato in Bucquoy & Dautzenberg, 1882
- Trophon muricatus var. lactea Jeffreys, 1867
- Trophon muricatus var. major Monterosato in Bucquoy & Dautzenberg, 1882
- Trophon muricatus var. minor Monterosato in Bucquoy & Dautzenberg, 1882
- Trophonopsis curta Locard, 1892
- Trophonopsis forestii Ruggieri, 1947
- Trophonopsis forestii coeni Ruggieri, 1947
- Trophonopsis gortani Ruggieri, 1947
- Trophonopsis muricata var. minor Locard, 1897
- Trophonopsis muricatus albinus  Monterosato in Settepassi, 1977
- Trophonopsis muricatus var. minor Locard, 1897